# Râul Frumoasa, Tazlăul Mare
Râul Frumoasa este un curs de apă, afluent al râului Tazlăul Mare.